# Fort de Villeras
Le fort de Villeras est un fort situé à Saclay, dans le département français de l'Essonne. Il accueille depuis 1946 DGA essais propulseurs (ancien CEPr, Centre d'essai des propulseurs), une institution gouvernementale sous l'autorité du ministère français de la Défense chargée des essais des propulseurs aéronautiques.

## Historique
L'illustration ci-contre est une carte postale allemande antérieure à la guerre de 1914-1918 montrant l'ensemble du système défensif du camp retranché de Paris.
En 1870, la France est en partie occupée par les armées prussiennes. À la suite de cette défaite, on met en place le système Séré de Rivières qui permet notamment la construction de fortifications pour défendre Paris. Au total, ce sont 18 forts, 5 redoutes et 34 batteries qui ont été construits entre 1874 et 1881.
C'est dans ce cadre que le fort de Villeras a été construit entre 1876 et 1881.
Le fort de Villeras fait partie d'un ensemble composé de deux forts, le fort du Haut-Buc situé à Buc et le fort de Villeras, avec cinq ouvrages périphériques : la batterie de la Porte du Désert, aujourd'hui détruite, la batterie de la station de Saint-Cyr, en partie détruite, la batterie de Bouviers située à Guyancourt et réhabilitée en 2006, l'Ouvrage des Docks et la batterie du Ravin-de-Bouviers située sur le plateau de Satory à Versailles et laissée à l'abandon.

## Descriptif
Situé à mi-chemin entre Palaiseau et Buc, sur le plateau de Saclay, le fort accueille 770 hommes dans 59 pièces. L'édifice, autonome, est conçu pour résister à un siège de 90 jours.
Un fossé d'une dizaine de mètres de profondeur et de douze mètres de large préserve l'intégrité de l'emprise de 8 hectares.
À chaque saillant, un ouvrage de défense prend position. À l'est, une caponnière équipée de 28 positions de tir et de deux fosses de défense, à l'ouest, une demi-caponnière avec 9 positions de tir et une fosse de défense; au nord, on trouve deux batteries flanquantes pour huit pièces d'artillerie.
Pour sa défense intérieure et moyenne distance, quatre batteries de tirs indirects sont situées de part et d'autre du parados.

## L'époque contemporaine
Le 9 août 1946 , le président du gouvernement provisoire de la République, Georges Bidault, décrète l'acquisition des terrains autour du fort de Villeras et des étangs de Saclay afin d'y installer le centre des essais des moteurs et hélices, site unique en Europe.
À cette époque, les bancs d'essais sont construits dans les fossés, épargnant la configuration des fortifications.
Le fort est cependant en partie endommagées en 1944 : avant leur repli, les Allemands détruisent les munitions entreposées et réduisent à néant le casernement central, analogue à celui du fort du Haut-Buc ci-contre. 
Du fait de la dangerosité des activités, le fort est demeuré en dehors de toute agglomération d'habitations, contrairement à la batterie de Bouviers dans les Yvelines. On devine, avec insistance, la trace du fort de Villeras en survol satellite.